# Ctenogobiops formosa
Ctenogobiops formosa är en fiskart som beskrevs av Randall, Shao och Chen 2003. Ctenogobiops formosa ingår i släktet Ctenogobiops och familjen smörbultsfiskar. Inga underarter finns listade i Catalogue of Life.